# باكينغهامشير
باكينجهامشير، مقاطعة إنجليزية في جنوب شرق إنجلترا. تقع على الحدود مع لندن التي تحدها من الجنوب الشرقي، وبيركشاير من الجنوب، واوكسفوردشاير من الغرب، نورثهامبتونشاير من الشمال، وبيدفوردشير من الشمال الشرقي وهيرتفوردشاير من الشرق.

## أعلام
- كينيث مور
- جون ميلز
- إرنست هيبر طومسون
- جيمس كلارك روس
- غلبرت كايث تشيسترتون
- سيسيليا باين
- دوق بورتلاند
- اليزابيث تايلور
- دومينيك راب
- آرثر ويتن براون
- ويليام غرنفيل
- جون بول
- توماس غراي
- آنا راسل